# Женска одбојкашка репрезентација Србије
Женска одбојкашка репрезентација Србије је репрезентација под контролом Одбојкашког савеза Србије, представља Србију у међународним одбојкашким такмичењима. ФИВБ сматра репрезентацију Србије носиоцем континуитета свих репрезентација. Играло се под разним именима:
- 1945—1963.  ФНР Југославија
- 1963—1992.  СФР Југославија
- 1992—2003.  СР Југославија
- 2003—2006.  Србија и Црна Гора
- 2006—данас  Србија

Од стране Олимпијског комитета Србије проглашавана је за најбољу женску екипу године у периоду од 2006. до 2011. године.
Србија се према важећој ранг листи ФИВБ налази на првом месту.

## Резултати на међународним такмичењима

### Олимпијске игре
| Година | Коло                  | Позиција              | Од.                   | П                     | И                     | ОС                    | ИС                    |                       |
| ------ | --------------------- | --------------------- | --------------------- | --------------------- | --------------------- | --------------------- | --------------------- | --------------------- |
| 1992   | Није се квалификовала | Није се квалификовала | Није се квалификовала | Није се квалификовала | Није се квалификовала | Није се квалификовала | Није се квалификовала | Није се квалификовала |
| 1996   | Није се квалификовала | Није се квалификовала | Није се квалификовала | Није се квалификовала | Није се квалификовала | Није се квалификовала | Није се квалификовала | Није се квалификовала |
| 2000   | Није се квалификовала | Није се квалификовала | Није се квалификовала | Није се квалификовала | Није се квалификовала | Није се квалификовала | Није се квалификовала | Није се квалификовала |
| 2004   | Није се квалификовала | Није се квалификовала | Није се квалификовала | Није се квалификовала | Није се квалификовала | Није се квалификовала | Није се квалификовала | Није се квалификовала |
| 2008   | Четвртфинале          | 5.                    | 6                     | 2                     | 4                     | 6                     | 13                    |                       |
| 2012   | Групна фаза           | 11.                   | 5                     | 0                     | 5                     | 2                     | 15                    |                       |
| 2016   | Финале                | 2                     | 8                     | 5                     | 3                     | 19                    | 11                    |                       |
| 2020   | Полуфинале            | 3                     | 8                     | 6                     | 2                     | 19                    | 6                     |                       |
| 2024   | Четвртфинале          | 7.                    | 4                     | 1                     | 3                     | 6                     | 9                     |                       |
| Укупно | 5/9                   | 5/9                   | 31                    | 14                    | 17                    | 52                    | 54                    |                       |

### Светско првенство
| Година | Коло                  | Позиција              | Од.                   | П                     | И                     | ОС                    | ИС                    |
| ------ | --------------------- | --------------------- | --------------------- | --------------------- | --------------------- | --------------------- | --------------------- |
| 1994   | Дисквалификована      | Дисквалификована      | Дисквалификована      | Дисквалификована      | Дисквалификована      | Дисквалификована      | Дисквалификована      |
| 1998   | Није се квалификовала | Није се квалификовала | Није се квалификовала | Није се квалификовала | Није се квалификовала | Није се квалификовала | Није се квалификовала |
| 2002   | Није се квалификовала | Није се квалификовала | Није се квалификовала | Није се квалификовала | Није се квалификовала | Није се квалификовала | Није се квалификовала |
| 2006   | Полуфинале            | 3                     | 11                    | 9                     | 2                     | 30                    | 12                    |
| 2010   | Друго коло            | 8.                    | 11                    | 6                     | 5                     | 20                    | 18                    |
| 2014   | Друго коло            | 7.                    | 9                     | 6                     | 3                     | 19                    | 13                    |
| 2018   | Финале                |                       | 13                    | 11                    | 2                     | 34                    | 10                    |
| 2022   | Финале                |                       | 12                    | 12                    | 0                     | 36                    | 5                     |
| Укупно | 5/8                   | 5/8                   | 56                    | 44                    | 12                    | 139                   | 58                    |

### Европско првенство
| Година | Коло                  | Позиција              | Од.                   | П                     | И                     | ОС                    | ИС                    |
| ------ | --------------------- | --------------------- | --------------------- | --------------------- | --------------------- | --------------------- | --------------------- |
| 1993   | Дисквалификована      | Дисквалификована      | Дисквалификована      | Дисквалификована      | Дисквалификована      | Дисквалификована      | Дисквалификована      |
| 1995   | Није учествовала      | Није учествовала      | Није учествовала      | Није учествовала      | Није учествовала      | Није учествовала      | Није учествовала      |
| 1997   | Није се квалификовала | Није се квалификовала | Није се квалификовала | Није се квалификовала | Није се квалификовала | Није се квалификовала | Није се квалификовала |
| 1999   | Није учествовала      | Није учествовала      | Није учествовала      | Није учествовала      | Није учествовала      | Није учествовала      | Није учествовала      |
| 2001   | Није учествовала      | Није учествовала      | Није учествовала      | Није учествовала      | Није учествовала      | Није учествовала      | Није учествовала      |
| 2003   | Групна фаза           | 9.                    | 5                     | 1                     | 4                     | 5                     | 12                    |
| 2005   | Групна фаза           | 7.                    | 7                     | 3                     | 4                     | 12                    | 15                    |
| 2007   | Финале                | 2                     | 8                     | 5                     | 3                     | 17                    | 14                    |
| 2009   | Плеј-оф               | 7.                    | 6                     | 3                     | 3                     | 12                    | 9                     |
| 2011   | Финале                |                       | 7                     | 6                     | 1                     | 19                    | 8                     |
| 2013   | Полуфинале            | 4.                    | 6                     | 3                     | 3                     | 13                    | 10                    |
| 2015   | Полуфинале            | 3                     | 6                     | 5                     | 1                     | 16                    | 4                     |
| 2017   | Финале                |                       | 6                     | 6                     | 0                     | 18                    | 2                     |
| 2019   | Финале                |                       | 9                     | 9                     | 0                     | 24                    | 6                     |
| 2021   | Финале                | 2                     | 9                     | 8                     | 1                     | 25                    | 7                     |
| 2023   | Финале                | 2                     | 9                     | 8                     | 1                     | 26                    | 7                     |
| Укупно | 11 учешћа             | 11 учешћа             | 78                    | 57                    | 21                    | 187                   | 94                    |

### Светски гран-при
| Година    | Позиција              | Од.                   | П                     | И                     | ОС                    | ИС                    |
| --------- | --------------------- | --------------------- | --------------------- | --------------------- | --------------------- | --------------------- |
| 1993—2010 | Није се квалификовала | Није се квалификовала | Није се квалификовала | Није се квалификовала | Није се квалификовала | Није се квалификовала |
| 2011      | 3.                    | 14                    | 10                    | 4                     | 35                    | 17                    |
| 2012      | 11.                   | 9                     | 3                     | 6                     | 15                    | 19                    |
| 2013      | 3.                    | 14                    | 10                    | 4                     | 35                    | 17                    |
| 2014      | 7.                    | 9                     | 4                     | 5                     | 18                    | 18                    |
| 2015      | 8.                    | 9                     | 3                     | 6                     | 17                    | 19                    |
| 2016      | 7.                    | 9                     | 5                     | 4                     | 18                    | 20                    |
| 2017      | 3.                    | 13                    | 10                    | 3                     | 33                    | 15                    |
| Укупно    | 7/25                  | 77                    | 45                    | 32                    | 171                   | 125                   |

### Светски куп
| Година | Позиција              | Од.                   | П                     | И                     | ОС                    | ИС                    |
| ------ | --------------------- | --------------------- | --------------------- | --------------------- | --------------------- | --------------------- |
| 1995   | Није се квалификовала | Није се квалификовала | Није се квалификовала | Није се квалификовала | Није се квалификовала | Није се квалификовала |
| 1999   | Није се квалификовала | Није се квалификовала | Није се квалификовала | Није се квалификовала | Није се квалификовала | Није се квалификовала |
| 2003   | Није се квалификовала | Није се квалификовала | Није се квалификовала | Није се квалификовала | Није се квалификовала | Није се квалификовала |
| 2007   | 5.                    | 11                    | 7                     | 4                     | 26                    | 15                    |
| 2011   | 7.                    | 11                    | 5                     | 6                     | 22                    | 19                    |
| 2015   | 2.                    | 11                    | 10                    | 1                     | 31                    | 11                    |
| 2019   | 9.                    | 11                    | 4                     | 7                     | 20                    | 24                    |
| Укупно | 4/7                   | 44                    | 26                    | 18                    | 99                    | 69                    |

### Европске игре
| Година | Позиција | Од. | П | И | ОС | ИС |
| ------ | -------- | --- | - | - | -- | -- |
| 2015   | 3        | 8   | 6 | 2 | 22 | 11 |
| Укупно | 1/1      | 8   | 6 | 2 | 22 | 11 |

### Европска лига
| Година | Позиција         | Од.              | П                | И                | ОС               | ИС               |
| ------ | ---------------- | ---------------- | ---------------- | ---------------- | ---------------- | ---------------- |
| 2009   |                  | 14               | 12               | 2                | 39               | 15               |
| 2010   |                  | 14               | 13               | 1                | 40               | 7                |
| 2011   |                  | 14               | 14               | 0                | 42               | 4                |
| 2012   | 3                | 14               | 13               | 1                | 40               | 10               |
| 2013   | 5.               | 12               | 6                | 6                | 22               | 23               |
| 2014   | Није учествовала | Није учествовала | Није учествовала | Није учествовала | Није учествовала | Није учествовала |
| 2015   | Није учествовала | Није учествовала | Није учествовала | Није учествовала | Није учествовала | Није учествовала |
| 2016   | Није учествовала | Није учествовала | Није учествовала | Није учествовала | Није учествовала | Није учествовала |
| 2017   | Није учествовала | Није учествовала | Није учествовала | Није учествовала | Није учествовала | Није учествовала |
| 2018   | Није учествовала | Није учествовала | Није учествовала | Није учествовала | Није учествовала | Није учествовала |
| Укупно | 5/10             | 68               | 58               | 10               | 183              | 59               |

### Лига нација
| Година | Позиција                              | Од.                                   | П                                     | И                                     | ОС                                    | ИС                                    |                                       |
| ------ | ------------------------------------- | ------------------------------------- | ------------------------------------- | ------------------------------------- | ------------------------------------- | ------------------------------------- | ------------------------------------- |
| 2018   | 5.                                    | 17                                    | 12                                    | 5                                     | 43                                    | 21                                    |                                       |
| 2019   | 13.                                   | 15                                    | 5                                     | 10                                    | 20                                    | 33                                    |                                       |
| 2020   | Није одржана због пандемије ковида 19 | Није одржана због пандемије ковида 19 | Није одржана због пандемије ковида 19 | Није одржана због пандемије ковида 19 | Није одржана због пандемије ковида 19 | Није одржана због пандемије ковида 19 | Није одржана због пандемије ковида 19 |
| 2021   | 13.                                   | 15                                    | 4                                     | 11                                    | 19                                    | 36                                    |                                       |
| 2022   | 3                                     | 15                                    | 10                                    | 5                                     | 34                                    | 25                                    |                                       |
| Укупно | 4/4                                   | 62                                    | 31                                    | 31                                    | 116                                   | 115                                   |                                       |

### Медитеранске игре
| Година                    | Позиција                       |
| ------------------------- | ------------------------------ |
| 1975—1991 као Југославија |                                |
| Лангдок-Русијон 1993      | Није учествовала због санкција |
| Бари 1997                 | 4. место                       |
| Тунис 2001                | 6. место                       |
| 2005—2018                 | Није учествовала               |

## Тренутни састав
Састав за Лигу нација 2025

Тренер: Зоран Терзић 

| №  | Име               | Позиција | Висина | Клуб у 2025.        |
| -- | ----------------- | -------- | ------ | ------------------- |
| 2  | Катарина Дангубић | примач   | 1,85 м | Вакифбанк           |
| 3  | Миња Осмајић      | блокер   | 1,87 м | ?                   |
| 8  | Слађана Мирковић  | техничар | 1,87 м | Рома Волеј          |
| 11 | Хена Куртагић     | блокер   | 1,97 м | Веро волеј          |
| 14 | Маја Алексић      | блокер   | 1,88 м | Зерен               |
| 15 | Александра Узелац | примач   | 1,88 м | Зерен               |
| 16 | Александра Јегдић | либеро   | 1,67 м | Потсдам             |
| 18 | Тијана Бошковић   | коректор | 1,93 м | Вакифбанк           |
| 19 | Бојана Миленковић | коректор | 1,87 м | Нилуфер Беледиеспор |
| 27 | Вања Букилић      | коректор | 1,98 м | Фиренца             |
| 30 | Рада Перовић      | техничар | 1,82 м | Тулица Тула         |
| 40 | Baња Ивановић     | примач   | 1,85 м | Корабелка           |